# كريستوفر إيفانز (رجل أعمال)
كريستوفر إيفانز (بالإنجليزية: Christopher Evans)‏ هو شخصية أعمال بريطاني، ولد في 29 نوفمبر 1957 في Port Talbot ‏ في المملكة المتحدة.